# Halsband-Kammratte
Die Halsband-Kammratte (Ctenomys torquatus) ist eine Art der Kammratten. Die Art kommt im Südosten Brasiliens sowie im nördlichen und zentralen Uruguay vor.

## Merkmale
Die Halsband-Kammratte erreicht eine Kopf-Rumpf-Länge von 16,7 bis 23,0 Zentimetern bei den Männchen und 15,2 bis 20,0 Zentimetern bei den Weibchen. Die Schwanzlänge beträgt 5,5 bis 8,5 Zentimeter; für das Gewicht liegen keine spezifischen Daten vor. Die Hinterfußlänge beträgt mit Klaue 28 bis 35 Millimeter. Es handelt sich damit um eine relativ kleine Art der Gattung, wobei die Männchen in der Regel ein wenig größer und schwerer werden als die Weibchen. Die Rückenfärbung ist braun-orange und wird zu den Flanken hin heller. Die Bauchseite ist blass orange-bräunlich mit weißen Flecken im Bereich der Achseln und in der Lende. Typisch für die Art ist ein heller, ebenfalls braun-orangefarbener Kragen; zudem besitzen die Tiere hellere Flecken unterhalb und hinter den Ohren. In einigen Populationen kommen vollständig schwarze, melanistische Individuen vor.
Der Schädel ist klein und weniger gerundet als der der Zwergkammratte (Ctenomys minutus). Auf der Kopfoberseite befinden sich leichte Erhebungen und Schläfenkämme, ein echter Scheitelkamm ist jedoch nicht ausgebildet. Die oberen Schneidezähne ragen etwas mehr vor (proodont) als bei der Zwergkammratte. Der Penisknochen (Bacculum) ist mit einer Länge von etwa 0,65 Zentimeter vergleichsweise kurz und er ist an beiden Enden abgerundet.
Der Karyotyp besteht aus einem doppelten Chromosomensatz von 2n = 40, 42, 44 oder 46 (FN=72) Chromosomen. Die Spermien sind symmetrisch.

## Verbreitung
Das Verbreitungsgebiet der Halsband-Kammratte reicht vom südöstlichen Brasilien im Süden des Bundesstaats Rio Grande do Sul bis in das östliche und zentrale Uruguay.

## Lebensweise
Über die Lebensweise der Halsband-Kammratte liegen wie bei den meisten Arten der Kammratten nur sehr wenige Informationen vor. Sie lebt wie alle Kammratten weitgehend unterirdisch in Gangsystemen. Als Lebensraum nutzt sie sandige Böden in offenen Feldlagen und im Bereich von offenen Galeriewäldern der Pampa. Dabei kommt die Art auch in landwirtschaftlich genutzten Flächen, Pflanzungen und auch in offenen städtischen Flächen in Montevideo vor. Die Tiere ernähren sich generalistisch vegetarisch von den verfügbaren Pflanzen, vor allem von Gräsern und Laub.
Die Tiere sind Einzelgänger (solitär) in aneinander angrenzenden Bauen. Die Fortpflanzung erfolgt im Frühjahr und Sommer, und die Weibchen gebären nach einer Tragzeit von etwa 105 Tagen vom September bis Dezember 2 bis 3 Jungtiere.

## Systematik
Die Halsband-Kammratte wird als eigenständige Art innerhalb der Gattung der Kammratten (Ctenomys) eingeordnet, die aus etwa 70 Arten besteht. Die wissenschaftliche Erstbeschreibung der Art stammt von dem deutschen Zoologen Martin Hinrich Lichtenstein aus dem Jahr 1830, der sie anhand von Individuen aus dem noch heute dokumentierten Verbreitungsgebiet im Süden Brasiliens und aus Uruguay beschrieb; die konkreten Fundorte der Typen sind unbekannt. Aufgrund von molekularbiologischen Daten wird sie der torquatus-Gruppe zugerechnet. Teilweise wurde sie der Brasilianischen Kammratte (Ctenomys brasiliensis) als Unterart zugeordnet.
Innerhalb der Art werden neben der Nominatform keine Unterarten unterschieden.

## Status, Bedrohung und Schutz
Die Halsband-Kammratte wird von der International Union for Conservation of Nature and Natural Resources (IUCN) als nicht gefährdet („least concern“) gelistet. Als Begründung wird das vergleichsweise große Verbreitungsgebiet und die angenommene große und stabile Bestandszahl angegeben. Trotz ihrer weiten geographischen Verbreitung ist die Art in Brasilien bedroht. Auf den Sandfeldern im zentralen und südlichen Rio Grande do Sul hat sich die Landwirtschaft seit den 1960er Jahren rapide entwickelt, insbesondere die Soja-, Kiefern- und Eukalyptusplantagen haben stark zugenommen. Es wird vermutet, dass auch der Kohleabbau im Tagebau eine erhebliche Bedrohung darstellt.

## Belege
1. 1 2 3 4 5 6 7 8 9 10 11 12  Collared Tuco-tuco. In: T.R.O. Freitas: Family Ctenomyidae In: Don E. Wilson, T.E. Lacher, Jr., Russell A. Mittermeier (Herausgeber): Handbook of the Mammals of the World: Lagomorphs and Rodents 1. (HMW, Band 6) Lynx Edicions, Barcelona 2016, S. 522–523. ISBN 978-84-941892-3-4.
2. 1 2 3  Ctenomys torquatus. In: Don E. Wilson, DeeAnn M. Reeder (Hrsg.): Mammal Species of the World. A taxonomic and geographic Reference. 2 Bände. 3. Auflage. Johns Hopkins University Press, Baltimore MD 2005, ISBN 0-8018-8221-4.
3. 1 2 3  Ctenomys torquatus in der Roten Liste gefährdeter Arten der IUCN 2019. Eingestellt von: C. J. Bidau, 2016. Abgerufen am 8. Mai 2020.